# 余衍隆
余衍隆（2000年6月1日—），中国男歌手、演员，青春有你3参赛选手。

## 演艺经历
2018年，参加《星动亚洲第四季》。
2019年，参加湖南卫视音乐综艺《嗨唱转起来》。
2020年，参演网络剧《原来是你》并签约英皇娱乐。7月，与许靖韵等艺人代表英皇娱乐参加综艺节目《站稳了，朋友》。
2021年，代表英皇娱乐参加爱奇艺选秀节目《青春有你3》。

## 影视作品

### 综艺节目
| 年份   | 播出平台 | 节目名称     | 备注 |
| ------ | -------- | ------------ | ---- |
| 2019年 | 湖南卫视 | 嗨唱转起来   |      |
| 2020年 |          | 站稳了！朋友 |      |
| 2021年 | 爱奇艺   | 青春有你3    |      |

### 电视剧
| 年份   | 劇名         | 角色 | 备注 |
| ------ | ------------ | ---- | ---- |
| 待播出 | 《原来是你》 |      |      |

## 外部連結
- 余衍隆的新浪微博